# جاري تيلور فليتشر
جاري تيلور فليتشر (بالإنجليزية: Gary Taylor-Fletcher)‏ (4 يونيو 1981 ليفربول المملكة المتحدة - ) هو لاعب كرة قدم بريطاني، يلعب كلاعب وسط.

## وصلات خارجية
جاري تيلور فليتشر على موقع قاعدة بيانات كرة القدم.إي يو (الإنجليزية)
- جاري تيلور فليتشر على موقع Soccerbase.com (لاعب) (الإنجليزية)
- جاري تيلور فليتشر على موقع Soccerway.com (الإنجليزية)
- جاري تيلور فليتشر على موقع عالم كرة القدم.نت (الإنجليزية)
- جاري تيلور فليتشر على موقع AS.com (الإسبانية)